# Levi Randolph
Levi Leland Randolph jr. (Madison, Alabama, 3 de octubre de 1992) es un jugador de baloncesto estadounidense que pertenece a la plantilla del BC Zenit Saint Petersburg de la VTB United League. Con 1,98 metros de estatura, juega en la posición de escolta.

## Trayectoria deportiva

### Universidad
Jugó cuatro temporadas con los Crimson Tide de la Universidad de Alabama, en las que promedió 9,9 puntos, 4,3 rebotes, 1,8 asistencias y 1,1 robos de balón por partido. En 2015 fue incluido por los entrenadores en el segundo mejor quinteto absoluto de la Southeastern Conference, tras promediar 15,4 puntos y 5,1 rebotes por partido esa temporada.

### Profesional
Tras no ser elegido en el Draft de la NBA de 2015, disputó con los Oklahoma City Thunder las Ligas de Verano de la NBA de Orlando (Florida) y con los Utah Jazz las de Las Vegas. El 25 de septiembre fichó por los Boston Celtics, pero fue despedido un mes después tras disputar dos partidos de pretemporada. El 31 de octubre fue adquirido por los Maine Red Claws como afiliado de los Celtics. Jugó una temporada en la que promedió 14,8 puntos y 4,9 rebotes por partido.
El 2 de agosto de 2016 firmó contrato con el Sidigas Avellino de la Lega Basket Serie A italiana.
En la temporada 2022-23, firma por el Hapoel Jerusalem B.C. de la Ligat Winner.
En julio de 2024 firmó un contrato de un año con el Maccabi Tel Aviv B.C. de la liga israelí y la Euroliga.
El 24 de julio de 2025 fichó por el BC Zenit Saint Petersburg de la VTB United League.